# Laurent Puigségur
Ne doit pas être confondu avec Mathieu Puigségur.
Laurent Puigségur, né le 31 janvier 1972 à Fresnes, est un ancien handballeur français, évoluant au poste de pivot. Avec l'équipe de France, il est champion du monde 2001 tandis qu'en club, il a remporté dix titres de Champion de France ainsi que la Ligue des Champions en 2003.

## Biographie

### Parcours de joueur
Formé à l'USAM Nîmes, il participe au second titre de champion remporté par le club nîmois en 1990 en inscrivant un but, mais décide de rejoindre cette même année le club voisin du Montpellier Handball qui évolue en Nationale 1B (D2).
Avec le club héraultais, il est un grand acteur de la progression du club : accession en D1 en 1992, premier titre de Champion de France en 1995, première Coupe de France en 1999... 1999 est aussi l'année de sa première sélection en équipe de France avec laquelle il prend la sixième place du Championnat du monde 1999 ,en Égypte, la quatrième place de l'Euro 2000 puis devient champion du monde en 2001.
Capitaine emblématique du Montpellier Handball, il accumule les titres pour porter son total à dix titres de champion de France, sept Coupes de France et trois Coupes de la Ligue. Il participe ainsi régulièrement à la Ligue des champions avec pour point d'orgue l'édition 2002-2003 : après une défaite 27 à 19 face au PSA Pampelune de Jackson Richardson lors de la finale aller, Montpellier s'impose de 12 buts lors du match retour à Bougnol et remporte ainsi la plus prestigieuse des compétitions continentales.
En 2006, avant le match retour contre les Hongrois de Veszprém lors du quart de finale de la Ligue des champions, il annonce sa retraite sportive à l'issue de la saison, après 16 saisons au club.

### L'après joueur
Reconverti entraîneur, il a entraîné le club de USAM Nîmes entre 2009 et 2011.
Il est adjoint au Maire délégué à la jeunesse et à l'école élémentaire de la ville de Jacou (Hérault) 2008 
Il a été responsable de l'institut de formation de la ligue Languedoc-Roussillon de handball. Il s'occupe ensuite du Pole espoir féminin handball de Nîmes (2008-2009). À compter de 2016, il est à la tête de l'équipe de France féminine jeunes (U17).
En janvier 2020, il est nommé, à compter de l'été, entraîneur du club féminin du Toulon Saint-Cyr Var Handball qui évolue en D1. En février 2021, les deux parties décident de terminer leur aventure commune avant la fin de la saison pour raisons personnelles.

## Équipe de France
- Médaillé d'or au Championnat du monde 2001,  France.
- 4e place au Championnat d'Europe 2000,  Croatie
- 6e place au Championnat du monde 1999,  Égypte.
  - 1re sélection en équipe de France en 1999 (Tournoi des 4 nations)
  - 72 sélections au total

## En club
Sauf précisions, les titres ont tous été acquis avec le Montpellier Handball :
- Vainqueur de la Ligue des champions (1) : 2003
- Vainqueur du Championnat de France (10) : 1990 (avec USAM Nîmes) 1995, 1998, 1999, 2000, 2002, 2003, 2004, 2005, 2006
- Vainqueur de la Coupe de France (7) : 1999, 2000, 2001, 2002, 2003, 2005, 2006
  - Finaliste en 1998
- Vainqueur de la Coupe de la Ligue (3) : 2004, 2005
  - Finaliste : 2003